# ...Иза облака
...Иза облака је пети студијски албум српске музичке групе Неверне бебе. Албум је објављен 16. априла 2007. године за издавачку кућу ПГП РТС, а био је доступан на компакт-диску.

## Списак песама
| №               | Назив                             | Аутор(и)              | Трајање |  |
| 1.              | Да има нас                        | М. Ђурђевић (т, м, а) | 4:45    |  |
| 2.              | Ко зна                            | М. Ђурђевић (т, м, а) | 3:58    |  |
| 3.              | Боје дуге (са Акијем Рахимовским) | М. Ђурђевић (т, м, а) | 3:38    |  |
| 4.              | Икона                             | М. Ђурђевић (т, м, а) | 4:35    |  |
| 5.              | Бела кола                         | М. Ђурђевић (т, м, а) | 4:22    |  |
| 6.              | Моја дуњо мирисна                 | М. Ђурђевић (т, м, а) | 3:22    |  |
| 7.              | Луда                              | М. Ђурђевић (т, м, а) | 2:59    |  |
| 8.              | Хајдемо сви                       | М. Ђурђевић (т, м, а) | 2:59    |  |
| 9.              | Октобарфест                       | М. Ђурђевић (т, м, а) | 3:29    |  |
| 10.             | Све наше године                   | М. Ђурђевић (т, м, а) | 4:36    |  |
| 11.             | Погледај у небо                   | М. Ђурђевић (т, м, а) | 5:01    |  |
| 12.             | ...Иза облака                     | М. Ђурђевић (т, м, а) | 3:57    |  |
| Укупно трајање: | Укупно трајање:                   | Укупно трајање:       | 47:42   |  |

- [2]

## Музичари
| - Неверне бебе: - Милан Ђурђевић — вокал, клавир, Хамондове оргуље, синтесајзер - Јана Шуштершич — вокал, пратећи вокали - Јелена Пудар — вокал - Владан Ђурђевић — бас-гитара - Саша Ранђеловић — електрична гитара, акустична гитара - Владимир Ружичић — бубњеви, удараљке, пратећи вокали | - Гости: - Драган Ивановић — бас-гитара (1, 5, 11), бас-гитара без прагова (3, 10) - Аки Рахимовски — вокал (3) - Александар Седлар Богоев — гитара (3) - Владимир Крнетић — труба (4) - Сајмон Филипс — бубњеви (5, 7, 11) - Анђелка Симић — пратећи вокал (7) - Катарина Станковић — виолончело (10) - Маја Марјановић — виола (10) - Јелена Драгнић — виолина (10) - Александар Новаковић, Игор Аризановић, Михајло Прибишевић, Милош Зарић — вокал (10, 12) - Душан Иванишевић — бубњеви (12) |

## Остале заслуге
- Милан Ђурђевић — продуцент, постпродукција
- Иван Влатковић — копродуцент, миксовање, постпродукција
- Зоран Шћекић — тонски сниматељ, копродуцент, постпродукција
- Филип Влатковић — миксовање, постпродукција
- Бојан Коцијан — дизајн омота
- Драган Козомора Ринго — фотографије (група)
- Феђа Киселички — фотографије (облаци)[2]